# New Looney Tunes
New Looney Tunes (anteriormente conhecida como Wabbit: A Looney Tunes Production na primeira temporada) é uma série de desenho animado estado-unidense produzida pela Warner Bros. Animation  baseada nos personagens de Looney Tunes e Merrie Melodies, a série estreou nos Estados Unidos pelo Cartoon Network em 21 de setembro de 2015 e é exibida no Boomerang desde 5 de outubro de 2015.
No Brasil, a série teve sua estreia no Boomerang no dia 6 de novembro de 2015.
Em Angola e Moçambique, estreou em 20 de dezembro de 2015 no Boomerang.
Em Portugal, estreou em 14 de julho de 2017, às 20h25, no canal aberto RTP2. Em 26 de abril de 2018, começou a ser exibido no Boomerang e no dia 3 de julho de 2021 deu inesperadamente as caras no Cartoon Network, que repetiu alguns episódios, e a transmissão da série foi cancelada. 

## Enredo
Nesta série, os Looney Tunes abandonam o mundo sitcom e regressam ao seu estilo de comédia-pastelão. Cada episódio de Wabbit contém quatro curtas, com Pernalonga dos Looney Tunes como protagonista.
Outros personagens, como Coiote e Eufrazino, aparecem para irritar o coelho.
Algumas personagens receberam novas características: Wile E. Coyote por exemplo é o vizinho sabichão do coelho, enquanto o Taz (com o novo nome de "Theodore da Tasmânia") é um contabilista, embora ele reprima seu verdadeiro eu.
Novos personagens foram introduzidos, como Dentes, o esquilo e uma versão infantil do Pé-grande.
No entanto, o coelho enfrenta novos vilões, mas sem a ajuda de seus amigos.

## Personagens
- Pernalonga (Bugs Bunny) - Um coelho malandro que vive se dando bem em quase tudo, nem sempre ele é malandro, por vezes até muito estressado e psicótico (no caso do episódio To Catch a Fairy).
- Eufrazino Puxa-Briga (Yosemite Sam) - Um cowboy bigodudo que vive roubando bancos, e também é extremamente desatualizado do mundo moderno.
- Dentes (Squeaks) - Um esquilo que é escudeiro do Pernalonga, e viciado em póquer.
- Pé-grande - Vive sempre irritando o Pernalonga.
- Theodore da Tasmânia - Um diabo da Tazmânia que trabalha como contador.
- Wile E. Coiote - Um coiote vizinho do Pernalonga. Ele vive perseguindo o Papa-Léguas para tentar come-lo.
- Patolino (Daffy Duck) - Um pato ganancioso e invejoso que é o amigo do Pernalonga. Nesta série, ele age igual nas suas primeiras aparições nos desenhos dos Looney Tunes com o seu jeito maluco e irritante. Ele ganha mais protagonismo na segunda temporada.
- Vovó - É uma velhinha que mora numa casa moderna. Ela é vizinha do Pernalonga.
- Piu-Piu (Tweety) - É o passarinho de estimação da Vovó. Ele é sempre perseguido pelo Frajola.
- Frajola (Silvestre na versão portuguesa) - É o gato de estimação da Vovó que sempre persegue o Piu-Piu.
- Hector - É o cão de estimação da Vovó. Ele sempre agride o Frajola, o impedindo de perseguir o Piu-Piu.
- Gaguinho (Porky Pig) - Um porco gaguejante que é amigo do Pernalonga. Nesta série, ele tem o mesmo visual dos seus primeiros curtas exibidos nos anos 30, onde ele se aparentava como um porco extremamente gordo.
- Hortelino Troca-Letras (Elmer Fudd) - Um caçador de coelhos e de patos que é o rival mais conhecido do Pernalonga.
- Ligeirinho (Speedy Gonzalez) - O rato mais veloz de todo o México. Ele é amigo de Pernalonga e sempre o ajuda nas grandes enrascadas. Possui um forte sotaque espanhol mexicano.
- Papa-Léguas (Bip Bip na versão portuguesa) - Um pássaro veloz que é perseguido pelo Wile E. Coiote e que gosta de alpiste. Ele só fala "bip-bip".
- Marvin, o Marciano - Um marciano de pele preta sem boca que veste roupas em estilo romano que vive tentando destruir o planeta Terra.
- Gossamer - Um monstro peludo vermelho que calça tênis azuis que é amigo do Pernalonga. Quando Gossamer está calmo e feliz, Gossamer é pequeno, mas quando Gossamer está bravo ou irritado, Gossamer é grande.
- Pepé Le Pew - Um gambá romântico que fala com um sotaque francês. Ele tenta arranjar uma namorada, mas o seu fedor espanta as garotas, incluindo outras pessoas.
- Claudette Dupri- Ela é uma raposa amarela francesa com um macacão preto e uma peruca moptop de cor escarlate, e é revelado que é uma espiã. Ela muitas vezes envolve Penelope Pussycat em seus planos.
- Chiquinho Gavião - Um gavião marrom pequeno que se considera como caçador de galinhas. Seu alvo principal é o Frangolino, na qual ele pensa que Frangolino é uma galinha.
- Bruxa Hazel - É uma bruxa que mora em um castelo medieval que é amiga do Pernalonga. Ela ajuda o Pernalonga em vários problemas, inclusive problemas psicológicos e sobrenaturais. Ela é ex-esposa do Doutor Frankenbeans e mãe de Gossamer.
  - Doutor Frankenbeans - É um cientista maluco que mora em um castelo medieval. Ele é ex-marido da Bruxa Hazel e pai de Gossamer. Ao contrário de sua ex-esposa que é amiga do Pernalonga, beans tenta se livrar do Pernalonga, pois o considera como mal influência para a sua ex-esposa Hazel e seu filho Gossamer.
- Rocky e Mugsy - São dois mafiosos que moram em um prédio em Nova York. Rocky é muito frio e sério, não suporta a incompetência de seu parceiro Mugsy e sempre culpa Mugsy toda vez que a dupla falha. Mugsy é muito estúpido, burro, atrapalhado e sem noção e só segue as ordens de Rocky.
- Frangolino - É um galo aventureiro que fala opniomente rápido. Frangolino vive incomodando o cachorro beagle Dawg por diversão e é perseguido pelo Chiquinho Gavião, que pensa que o Frangolino é uma galinha.
- Barnyard Dawg - É um cão beagle de caça que protege a Fazenda onde o Frangolino mora. Frangolino vive incomodando Dawg por diversão e Dawg acaba dando o troco no Frangolino.
- Mac e Tosh - são pequenos e morenos,com barrigas bronzeadas e dentes de galinha.

## Outros personagens
- Yoyo Dodo - É um pássaro mágico que age como um personagem de desenhos antigos. Ele tem o poder de colocar efeitos de desenho animado para ter vantagem.
- Penélope Pussycat - É uma gata muda que trabalha como uma vendedora de peixes. Ela fica incomodada toda vez que Pepe Le Pew aparece e tenta manter distância do gambá romântico.
- Melissa Duck- É uma pata elegante que o Patolino é apaixonado.
- K-9 - É o cão de estimação de Marvin, o marciano. Ao contrário  dos cães do planeta terra, K-9 fala e considera os cães da Terra como patéticos.
- Dr. Weisberg - É um médico que atende o Pernalonga e os outros personagens. Nessa série, Dr. Weisberg tem uma aparência idêntica ao do Dr. I.Q HI, mas a diferença é que Dr. Weisberg ainda usa sua roupa de médico do desenho O Show dos Looney Tunes.
- Pete Puma - É um puma estúpido que é amigo do Pernalonga.
- Lola Bunny- É uma coelha que ama jogar basquete e é a paquera do Pernalonga. No desenho O Show dos Looney Tunes é ela que é apaixonada pelo Pernalonga.
- Francis X. Bushlad - É um menino índio que tenta caçar o Pernalonga para fazer um casaco feito de pele de coelho para sua tribo.
- Johnny Cat - É um gato humanoide que trabalha como empregado das indústrias ACME. Ele vive entregando encomendas das indústrias ACME para Wile E. Coiote.
- Sam Sheepdog - É um cão pastor que vive protegendo suas ovelhas e sempre agride aquele que vive roubando  suas ovelhas. Ele também é um pastor de uma igreja protestante.
- Ralph Wolf - É um lobo que é o melhor amigo de Sam Sheepdog. Ele trabalha como produtor das indústria s ACME, mas é sempre alvo de acidentes no trabalho.
- Cecil - Uma tartaruga que se considera o grande rival do Pernalonga. Ele sempre chama o Pernalonga de Pernalenga.
- Angus MacRory - É um escocês que tenta capturar o Pernalonga para preparar um prato da culinária escocesa.
- Marcianos Instantâneos - São aves soldadas verdes marcianas que servem o Marvin,o marciano. Eles sempre obedecem o Marvin, o marciano e só atacam sob as ordens e os comandos do Marvin, o marciano.
- Petunia Pig- É uma porca que apresenta as mesmas características do Gaguinho, a única diferença é que ela não apresenta a "gagueira", também pode ser representada como a namorada do Gaguinho.

## Produção
Wabbit foi anunciado em março de 2014, ao lado das outras reinicializações dos clássicos da Warner Bros., como Be Cool, Scooby-Doo! e The Tom and Jerry Show.
Sam Register, que foi promovido a presidente da Warner Bros. Animation e da Warner Digital Series em abril de 2014, foi o produtor e supervisor da série.
Cada episódio tem uma duração de meia hora.
Um avanço da série foi publicado na Comic-Con, edição da TV Guide, afirmando que o programa foi escrito para coincidir com o tom dos curtas de Looney Tunes.
No entanto, os produtores procuraram evitar os clichés em particular, como as caídas de bigorna nos personagens. A equipa enfatizou na hora de escrever as histórias originais, elaborando os "objetos pesados modernos que causam dor", de acordo com o produtor Erik Kuska.
Os vilões de Bugs Bunny incluem os "bárbaros, ninjas e terminadores", Kuska disse que o Bugs Bunny está "no seu melhor quando ele luta contra um adversário muito bom". Desta maneira, Kuska sentiu que Elmer Fudd talvez não seja mais "o cara".

## Elenco
- Jeff Bergman como Bugs Bunny, Foghorn Leghorn, caçadores
- Dee Bradley Baker como Squeaks, Carl O coelho ceifador, Krakos, Shifty, Shelby, dentista, urso, Patolino
- Steven Blum como Bárbaro, Jack
- J.P. Karliak como Wile E. Coyote, ninjas
- Maurice LaMarche como Yosemite Sam
- Matthew Mercer como Pé-grande

### Vozes adicionais
- Carlos Alazraqui como Shameless O'Scanty, Leslie P. Lilylegs, espantalho, GPS
- Eric Bauza como Cal, Rock Casca-Grossa
- Jeff Bennett como Winter Stag
- Matt Craig como Caçadores, Sol
- Jim Cummings como Theodore Tasmanian
- Grey DeLisle-Griffin como Pássaro, mãe ursa, filhote
- Crispin Freeman como Idoso
- Mikey Kelley como Boyd
- Daran Norris como Sir Littlechin
- Carla Renata como Avó, fada dos dentes
- Kevin Michael Richardson como Thes, Snorts
- Kath Soucie como Garotinha, Presidente, espiã, guia de turismo, pássaro

## Dublagem Brasileira e Portuguesa
| Personagens                         | Dublagem                                           | Dobragem                                       |
| ----------------------------------- | -------------------------------------------------- | ---------------------------------------------- |
| Pernalonga / Bugs Bunny             | Alexandre Moreno                                   | Paulo Oom (1ª voz) / Ricardo Monteiro (2ª voz) |
| Frangolino / Foghorn Leghorn        | Mauro Ramos (1ª voz) / Júlio Monjardim (2ª voz)    | Peter Michael                                  |
| Eufrazino Puxa-Briga / Yosemite Sam | Ronaldo Júlio                                      | Paulo B.                                       |
| Wile E. Coyote (Coiote)             | Leonardo Rabelo                                    | Carlos Macedo                                  |
| Gaguinho / Porky Pig                | Manolo Rey                                         | Peter Michael                                  |
| Dentes / Squeaks                    | Fernando Mendonça                                  | Carlos Macedo                                  |
| Pé-Grande                           | Rodrigo Oliveira                                   | Pedro Bargado                                  |
| Krakos                              | Indisponível                                       | Paulo B.                                       |
| Shifty                              | Indisponível                                       | Paula Fonseca                                  |
| Shelby                              | Indisponível                                       | Paula Fonseca                                  |
| Leslie                              | Mário Cardoso (1ª voz) / Ricardo Rossatto (2ª voz) | Tiago Retrê                                    |
| Dentista                            | Ayrton Cardoso                                     | Tiago Retrê                                    |
| Urso                                | Indisponível                                       | Peter Michael                                  |
| Bárbaro                             | Márcio Dondi                                       | Paulo B.                                       |
| Ninjas                              | Indisponível                                       | Carlos Macedo                                  |
| Jack                                | Márcio Dondi (1ª voz) / Júlio Chaves (2ª voz)      | Carlos Macedo                                  |
| Carl, o Coelho Ceifador             | Indisponível                                       | Peter Michael                                  |
| Fada dos Dentes                     | Carla Pompílio                                     | Paula Fonseca                                  |
| Sol                                 | Mário Cardoso                                      | Tiago Retrê                                    |
| Boyd                                | Daniel Carrarini                                   | Peter Michael                                  |
| Rock Casca-Grossa                   | Reginaldo Primo                                    | Carlos Macedo                                  |
| Patolino / Daffy Duck               | Márcio Simões                                      | Pedro Bargado                                  |
| Theodore da Tasmânia                | Ricardo Juarez                                     | Paulo B.                                       |
| Pepé Le Pew                         | Guilherme Briggs                                   | Paulo B.                                       |
| Marvin, o Marciano                  | Guilherme Briggs                                   | Peter Michael                                  |
| Frajola / Silvestre                 | Márcio Simões                                      | Rui Quintas                                    |
| Piu-Piu / Tweety                    | Sylvia Salustti                                    | André Raimundo                                 |
| Ligeirinho / Speedy Gonzales        | Marcelo Garcia                                     | Tiago Retrê                                    |
| Papa-Léguas                         | Dee Bradley Baker                                  |                                                |
| Pete Puma                           | Marcelo Garcia                                     |                                                |
| Mac e Tosh                          | Renan Freitas (Mac) e Rodrigo Antas (Tosh)         |                                                |
| Cecil Tartaruga                     | Vinícius Barros                                    |                                                |
| Rocky e Mugsy                       | Duda Espinoza / Marco Ribeiro                      |                                                |
| Lola Bunny                          | Fabíola Martins / Adriana Torres                   | Helena Montez                                  |

- Direção de dublagem Português (Brasil): Mário Monjardim / Bruna Laynes (1ª temporada) / Júlio Monjardim (2ª temporada)
- Estúdio de dublagem Português (Brasil): Delart
- Direção de dobragem Português (Portugal): Rui Quintas
- Estúdio de dobragem Português (Portugal): SDI Media

## Episódios

### Resumo
| Temporada | Temporada | Episódios | Exibição original      | Exibição original  | Exibição no Brasil    | Exibição no Brasil  | Exibição em Angola e Moçambique | Exibição em Angola e Moçambique | Exibição em Portugal                         | Exibição em Portugal                     |
| Temporada | Temporada | Episódios | Estreia de temporada   | Final de temporada | Estreia de temporada  | Final de temporada  | Estreia de temporada            | Final de temporada              | Estreia de temporada                         | Final de temporada                       |
| --------- | --------- | --------- | ---------------------- | ------------------ | --------------------- | ------------------- | ------------------------------- | ------------------------------- | -------------------------------------------- | ---------------------------------------- |
|           | 1         | 52        | 21 de setembro de 2015 | TBA                | 6 de novembro de 2015 | 31 de março de 2017 | 20 de dezembro de 2015          | TBA                             | 14 de julho de 2017 (fora da ordem original) | 1 de abril de 2018 (exibição incompleta) |
|           | 2         | 52        | TBA                    | TBA                | 4 de setembro de 2017 | junho de 2019       | TBA                             | TBA                             | TBA                                          | TBA                                      |
|           | 3         | 52        | TBA                    | TBA                | julho de 2019 2021    | TBA                 | TBA                             | TBA                             | TBA                                          | TBA                                      |

### 1ª Temporada (EUA: 2015-presente; Brasil: 2015-2017; Portugal: 2017-presente)
| Episódio (série) | Episódio (temp.) | Título | Dirigido por              | Escrito por                                 | Storyboards por            | Exibição original                                                                        | Audiência (em milhões) |
| --- | ---------------- | --- | ------------------------- | ------------------------------------------- | -------------------------- | ---------------------------------------------------------------------------------------- | ---------------------- |
| 1a | 1a               | "Pernalonga Buddha (BR) Bugs Buda (PT)" "Buddha Bugs"                                                                        | Erik Kuska                | Erik Kuska e Jason Plapp                    | Dan Root                   | 21 de setembro de 2015 6 de novembro de 2015 20 de dezembro de 2015 9 de agosto de 2017  | 1.24                   |
| Pernalonga ajuda Eufrazino a obter o tesouro da vida. |                  | |                           |                                             |                            |                                                                                          |                        |
| 1b | 1b               | "Agora Zen (BR) Meditação (PT)" "Now and Zen"                                                                                | Erik Kuska                | Roger Eschbacher                            | Joseph Adams               | 21 de setembro de 2015 6 de novembro de 2015 20 de dezembro de 2015 9 de agosto de 2017  | 1.24                   |
| Pernalonga e Dentes enfrentam ninjas no bosque. |                  | |                           |                                             |                            |                                                                                          |                        |
| 2a | 2a               | "Pernalonga Comparsa (BR) Bugs Infiltrado (PT)" "The Inside Bugs"                                                            | Scott Bern                | Josie Campbell                              | Rafael Rosado              | 21 de setembro de 2015 6 de novembro de 2015 27 de dezembro de 2015 9 de agosto de 2017  | 1.24                   |
| Pernalonga ajuda Eufrazino na fuga de um assalto. |                  | |                           |                                             |                            |                                                                                          |                        |
| 2b | 2b               | "Frio no Vale do Sol (BR) Vale do Sol Gelado (PT)" "Sun Valley Freeze"                                                       | Erik Kuska                | Richard Pursel                              | Luke Brookshier            | 21 de setembro de 2015 6 de novembro de 2015 27 de dezembro de 2015 9 de agosto de 2017  | 1.24                   |
| Pernalonga ajuda o Pé-Grande a fugir de alguns caçadores.                                                                                                |                  | |                           |                                             |                            |                                                                                          |                        |
| 3a | 3a               | "São Pernalonga e o Dragão (BR) Santo Bugs e o Dragão (PT)" "St. Bugs and the Dragon"                                        | Scott Bern                | Kevin Fleming e Rob Janas                   | Michael Ruocco             | 22 de setembro de 2015 13 de novembro de 2015 3 de janeiro de 2016 10 de agosto de 2017  | 1.08                   |
| São Queixim está em uma missão, capturar um dragão, mas não será tão fácil com Pernalonga no meio disso tudo.                                            |                  | |                           |                                             |                            |                                                                                          |                        |
| 3b | 3b               | "Deixe a Folha em Paz (BR) O Cair da Folha (PT)" "Leat It Alone"                                                             | Scott Bern                | John Infantino                              | Celia Kendrick             | 22 de setembro de 2015 13 de novembro de 2015 3 de janeiro de 2016 10 de agosto de 2017  | 1.08                   |
| Coiote tenta mostrar para Pernalonga como limpar seu quintal.                                                                                            |                  | |                           |                                             |                            |                                                                                          |                        |
| 4a | 4a               | "Pé-Grande na Cama (BR) Na Cama com o Pé-Grande (PT)" "The Bigfoot in Bed"                                                   | Scott Bern                | Erik Kuska                                  | David "Pez" Hoffmann       | 22 de setembro de 2015 13 de novembro de 2015 3 de janeiro de 2016 10 de agosto de 2017  | 1.08                   |
| Pé-Grande visita a casa de Pernalonga. |                  | |                           |                                             |                            |                                                                                          |                        |
| 4b | 4b               | "Coelho Moderno (BR) A Internet Está Por Todo o Lado (PT)" "World Wide Wabbit"                                               | Scott Bern                | John Infantino                              | Rafael Rosado              | 22 de setembro de 2015 13 de novembro de 2015 3 de janeiro de 2016 10 de agosto de 2017  | 1.08                   |
| Eufrazino tenta roubar a Internet. |                  | |                           |                                             |                            |                                                                                          |                        |
| 5a | 5a               | "Pelo Amor das Nozes (BR) Valham-me as Nozes (PT)" "For the Love of Acorns"                                                  | Scott Bern                | Josie Campbell                              | Joseph Adams               | 23 de setembro de 2015 20 de novembro de 2015 11 de agosto de 2017                       | 1.16                   |
| Pernalonga ajuda Dentes a recuperar suas bolotas em um campo de beisebol.                                                                                |                  | |                           |                                             |                            |                                                                                          |                        |
| 5b | 5b               | "Pé da Sorte (BR) Pé Ante Pé (PT)" "The Game Is a Foot"                                                                      | Scott Bern                | Justin Becker e Scott Clemmons              | Greg Araya                 | 23 de setembro de 2015 20 de novembro de 2015 11 de agosto de 2017                       | 1.16                   |
| Um duende precisa de "sorte" e nada melhor do que um pé de coelho, o que causa muita confusão para o Pernalonga.                                         |                  | |                           |                                             |                            |                                                                                          |                        |
| 6a | 6a               | "Coelho da Morte (BR) Nem Morto (PT)" "The Grim Rabbit"                                                                      | Erik Kuska                | Erik Kuska                                  | Dan Root                   | 24 de setembro de 2015 20 de novembro de 2015 11 de agosto de 2017                       | 1.38                   |
| A Morte aparece para levar Pernalonga. |                  | |                           |                                             |                            |                                                                                          |                        |
| 6b | 6b               | "O Sósia (BR) O Espertalhão (PT)" "The Wringer"                                                                              | Scott Bern                | Thomas Krajewski                            | Dan Root                   | 24 de setembro de 2015 20 de novembro de 2015 11 de agosto de 2017                       | 1.38                   |
| Eufrazino contrata um imitador do Pernalonga para fazer o caos em torno da cidade.                                                                       |                  | |                           |                                             |                            |                                                                                          |                        |
| 7a | 7a               | "Coelho na Casa Branca (BR) Um Coelho na Casa Branca (PT)" "White House Wabbit"                                              | Sean Petrilak             | Bill Kopp                                   | Joseph Adams               | 25 de setembro de 2015 27 de novembro de 2015 14 de agosto de 2017                       | 0.96                   |
| Pernalonga visita a Casa Branca. |                  | |                           |                                             |                            |                                                                                          |                        |
| 7b | 7b               | "Pernalonga Bárbaro (BR) Bugs e o Bárbaro (PT)" "Bugsbarian"                                                                 | Jessica Borutski          | Matt Craig                                  | Rafael Rosado              | 25 de setembro de 2015 27 de novembro de 2015 14 de agosto de 2017                       | 0.96                   |
| Pernalonga e Dentes enfrentam um bárbaro louco que quer roubar sua casa.                                                                                 |                  | |                           |                                             |                            |                                                                                          |                        |
| 8a | 8a               | "Leão Insistente (BR) Bugs e o Leão (PT)" "Not Lyin' Lion"                                                                   | Sean Petrilak             | Miles Hindman e Derek Iversen               | Erik Knutson               | 28 de setembro de 2015 27 de novembro de 2015 3 de novembro de 2015 14 de agosto de 2017 | 0.90                   |
| Pernalonga e Dentes vão à Savana Africana para visitar o primo de Dentes, até que o Leão Rei Thes começa a provocá-los.                                  |                  | |                           |                                             |                            |                                                                                          |                        |
| 8b | 8b               | "Coelho Gelado (BR) Um Coelho Gelado (PT)" "Ice Ice Bunny"                                                                   | Scott Bern                | Sean Godsey e Matt Craig                    | Erik Knutson               | 28 de setembro de 2015 27 de novembro de 2015 3 de novembro de 2015 14 de agosto de 2017 | 0.90                   |
| O verão do Pernalonga é interrompido quando um cervo do inverno aparece.                                                                                 |                  | |                           |                                             |                            |                                                                                          |                        |
| 9a | 9a               | "Coelho de Apostas (BR) Sorte de Coelho (PT)" "Wabbit's Wild"                                                                | Scott Bern                | Kevin Kramer                                | Michael Ruocco             | 28 de setembro de 2015 5 de fevereiro de 2016 15 de agosto de 2017                       | 1.23                   |
| Dentes leva alguns amigos para a casa do Pernalonga para jogar pôquer, porém eles são atrapalhados por um rato.                                          |                  | |                           |                                             |                            |                                                                                          |                        |
| 9b | 9b               | "Promoção de Cintos (BR) Tudo Pode Acontecer (PT)" "All Belts Are Off"                                                       | Scott Bern                | Jason Plapp                                 | Dan Root                   | 29 de setembro de 2015 5 de fevereiro de 2016 15 de agosto de 2017                       | 1.23                   |
| Eufrazino precisa de um cinto e ele decide roubar uma loja de roupas masculinas.                                                                         |                  | |                           |                                             |                            |                                                                                          |                        |
| 10a | 10a              | "Melhor Amigo do Coelho (BR) O Melhor Amigo do Coelho (PT)" "Wabbit's Best Friend"                                           | Eric Kuska                | Richard Pursel                              | Andy Gonsalves             | 29 de setembro de 2015 5 de fevereiro de 2016 15 de agosto de 2017                       | 1.19                   |
| Pernalonga e Dentes conhecem o treinador de cães Jack.                                                                                                   |                  | |                           |                                             |                            |                                                                                          |                        |
| 10b | 10b              | "Ex-Namorado Irritante (BR) O Ex-Namorado Incomodativo (PT)" "Annoying Ex-Boydfriend"                                        | Sean Petrilak             | John Loy                                    | Dan Root                   | 30 de setembro de 2015 5 de fevereiro de 2016 15 de agosto de 2017                       | 1.19                   |
| Um pássaro cantor perturba o sono de Pernalonga fazendo uma serenata de amor.                                                                            |                  | |                           |                                             |                            |                                                                                          |                        |
| 11a | 11a              | "Pernalonga contra Lesma (BR) Bugs e o Caracol (PT)" "Bugs vs. Snail"                                                        | Scott Bern                | Joey Clift                                  | Erik Knutson               | 1 de outubro de 2015 12 de fevereiro de 2016 14 de julho de 2017                         | 1.14                   |
| Pernalonga briga com um caracol por causa do seu pacote.                                                                                                 |                  | |                           |                                             |                            |                                                                                          |                        |
| 11b | 11b              | "Pegando uma Fada (BR) Apanhar uma Fada (PT)" "To Catch a Fairy"                                                             | Sean Patrilak             | Erik Kuska                                  | Celia Kendrick             | 1 de outubro de 2015 12 de fevereiro de 2016 14 de julho de 2017                         | 1.14                   |
| Pernalonga conhece a Fada dos Dentes. |                  | |                           |                                             |                            |                                                                                          |                        |
| 12a | 12a              | "Pernalonga na Horta (BR) Bugs Hortelão (PT)" "Bugs in the Garden"                                                           | Scott Bern                | Erik Kuska                                  | Joseph Adams               | 2 de outubro de 2015 12 de fevereiro de 2016 14 de julho de 2017                         | ASD                    |
| Pernalonga e Coiote fazem uma competição de plantação.                                                                                                   |                  | |                           |                                             |                            |                                                                                          |                        |
| 12b | 12b              | "Espantalho (BR) O Espantalho (PT)" "Scarecrow"                                                                              | Scott Bern                | Mr. Doug Lawrence e Matt Craig              | Amber Hollinger            | 2 de outubro de 2015 12 de fevereiro de 2016 14 de julho de 2017                         | ASD                    |
| Pernalonga briga com um espantalho no milharal. |                  | |                           |                                             |                            |                                                                                          |                        |
| 13a | 13a              | "O Coelho e o Pintor (BR) Pintor de Coelhos (PT)" "Painter Paint Here"                                                       | Erik Kuska                | Erik Kuska                                  | Michael Ruocco             | 8 de outubro de 2015 19 de fevereiro de 2016 17 de julho de 2017                         | ASD                    |
| Pernalonga apronta com o pintor Jack. |                  | |                           |                                             |                            |                                                                                          |                        |
| 13b | 13b              | "O Espião que Me Enganava (BR) Uma Espia Persistente (PT)" "The Spy Who Bugged Me"                                           | Sean Petrilak             | John McCann                                 | Celia Kendrick             | 8 de outubro de 2015 19 de fevereiro de 2016 17 de julho de 2017                         | ASD                    |
| Pernalonga troca de bolsa com uma espiã. |                  | |                           |                                             |                            |                                                                                          |                        |
| 14a | 14a              | "Modo Avião (BR) Telemóveis (PT)" "Hareplane Mode"                                                                           | Eric Kuska                | Joseph Limbaugh                             | Amber Hollinger            | 15 de outubro de 2015 5 de agosto de 2016 29 de maio de 2016 17 de julho de 2017         | ASD                    |
| Pernalonga dá dicas ao Eufrazino pra comprar um novo celular.                                                                                            |                  | |                           |                                             |                            |                                                                                          |                        |
| 14b | 14b              | "Pernalonga de Aço (BR) Bugs em Forma (PT)" "Bugs of Steel"                                                                  | Scott Bern                | Kevin Fleming e Rob Janas                   | Michael Ruocco             | 15 de outubro de 2015 5 de agosto de 2016 29 de maio de 2016 17 de julho de 2017         | ASD                    |
| Rock Casca-Grossa aparece vendendo suco para os animais da floresta.                                                                                     |                  | |                           |                                             |                            |                                                                                          |                        |
| 15a | 15a              | "Problemões (BR) Grandes Sarilhos (PT)" "Big Troubles"                                                                       | Scott Bern                | Matt Craig                                  | Celia Kendrick             | 22 de outubro de 2015 5 de agosto de 2016 4 de junho de 2016 18 de julho de 2017         | ASD                    |
| Dentes acha um spray que faz tudo ficar gigante. |                  | |                           |                                             |                            |                                                                                          |                        |
| 15b | 15b              | "Corretor de Modos (BR) O Vigilante (PT)" "Manner Maid"                                                                      | Scott Bern                | Michael Ludy                                | Erik Knutson               | 22 de outubro de 2015 5 de agosto de 2016 4 de junho de 2016 18 de julho de 2017         | ASD                    |
| Um robô tira a paciência do Pernalonga, ou seria o contrário?                                                                                            |                  | |                           |                                             |                            |                                                                                          |                        |
| 16a | 16a              | "Pernagrande (BR) Grande Bugs (PT)" "Bugsfoot"                                                                               | Scott Bern                | Erik Kuska                                  | Amber Hollinger            | 9 de novembro de 2015 12 de agosto de 2016 18 de julho de 2017                           | ASD                    |
| Pernalonga e Pé-Grande são capturados por caçadores, e eles têm de trabalhar juntos para se livrarem dessa situação.                                     |                  | |                           |                                             |                            |                                                                                          |                        |
| 16b | 16b              | "Ceifador de Férias (BR) O Coelho Mal em Férias (PT)" "Grim on Vacation"                                                     | Sean Petrilak             | Erik Kuska e Jason Plapp                    | Erik Knutson               | 9 de novembro de 2015 12 de agosto de 2016 18 de julho de 2017                           | ASD                    |
| A Morte encontra Pernalonga no caminho de suas férias.                                                                                                   |                  | |                           |                                             |                            |                                                                                          |                        |
| 17a | 17a              | "Cenoura Antes de Cavalo (BR) A Cenoura à Frente do Cavalo (PT)" "Carrot Before the Horse"                                   | Scott Bern                | Justin Becker e Steve Clemmons              | Amber Hollinger            | 16 de novembro de 2015 12 de agosto de 2016 19 de julho de 2017                          | ASD                    |
| Pernalonga enfrenta uma menina dentro de uma competição de cavalos.                                                                                      |                  | |                           |                                             |                            |                                                                                          |                        |
| 17a | 17b              | "Mala de Madeira (BR) Uma Árvore Poderosa (PT)" "Trunk with Power"                                                           | Jessica Borutski          | John McCann                                 | Greg Araya                 | 16 de novembro de 2015 12 de agosto de 2016 19 de julho de 2017                          | ASD                    |
| Pernalonga e Dentes entram em uma floresta e tentam encarar os desafios de uma árvore.                                                                   |                  | |                           |                                             |                            |                                                                                          |                        |
| 18a | 18a              | "Coelho de Neve (BR) O Coelho de Neve (PT)" "Snow Wabbit"                                                                    | Scott Bern                | Rebecca Allen e Katie Nahnsen               | Celia Kendrick             | 23 de novembro de 2015 19 de agosto de 2016 19 de julho de 2017                          | ASD                    |
| Pernalonga luta contra um boneco de neve por causa de uma cenoura.                                                                                       |                  | |                           |                                             |                            |                                                                                          |                        |
| 18b | 18b              | "Aromaterapeste (BR / PT)" "Aromatherapist"                                                                                  | Sean Petrilak             | Matt Craig e Paul Dini                      | Celia Kendrick             | 23 de novembro de 2015 19 de agosto de 2016 19 de julho de 2017                          | ASD                    |
| Pernalonga e Coiote tentam se livrar do fedor de um gambá.                                                                                               |                  | |                           |                                             |                            |                                                                                          |                        |
| 19a | 19a              | "Espírito Teimoso (BR) Animar os Espíritos (PT)" "Raising Your Spirits"                                                      | Sean Petrilak             | Matt Craig e Tom Minton                     | Erik Knutson               | 30 de novembro de 2015 19 de agosto de 2016 20 de julho de 2017                          | ASD                    |
| Pernalonga é assombrado por um fantasma. |                  | |                           |                                             |                            |                                                                                          |                        |
| 19b | 19b              | "Coelho de Poeira (BR) A Cavar com o Pó (PT)" "Dust Bugster"                                                                 | Scott Bern                | Amanda Blake Davis e Brendan Kelly          | Rafael Rosado              | 30 de novembro de 2015 19 de agosto de 2016 20 de julho de 2017                          | ASD                    |
| Pernalonga suja a sala e acaba criando um monstro de sujeira.                                                                                            |                  | |                           |                                             |                            |                                                                                          |                        |
| 20a | 20a              | "Vírus de Computador (BR) Bugs e Computadores (PT)" "Computer Bugs"                                                          | Scott Bern                | Matt Craig e Marly Halpern-Graser           | David Hofmann              | 27 de fevereiro de 2016 26 de agosto de 2016 20 de julho de 2017                         | ASD                    |
| Pernalonga luta contra um vírus de computador. |                  | |                           |                                             |                            |                                                                                          |                        |
| 20b | 20b              | "Com Petróleo Fica Tudo Certo (BR) Tudo Está Bem Quando Acaba Bem (PT)" "Oils Well That Ends Well"                           | Scott Bern                | Matt Craig e Roger Eschbacher               | Joseph Adams               | 27 de fevereiro de 2016 26 de agosto de 2016 20 de julho de 2017                         | ASD                    |
| Pernalonga encontra uma mina de petróleo. |                  | |                           |                                             |                            |                                                                                          |                        |
| 21a | 21a              | "Seu Coelho ou Sua Vida (BR) O Coelho ou a Vida (PT)" "Your Bunny or Your Life"                                              | Scott Bern                | Erik Kuska                                  | Mike Ruocco                | 5 de março de 2016 26 de agosto de 2016 21 de julho de 2017                              | ASD                    |
| Pernalonga enfrenta a Morte mais uma vez. |                  | |                           |                                             |                            |                                                                                          |                        |
| 21b | 21b              | "Dia do Mal Julgamento (BR) O Dia do Desajuste de Contas (PT)" "Misjudgment Day"                                             | Robb Pratt                | Matt Craig e Stephen Perlstein              | Greg Araya                 | 5 de março de 2016 26 de agosto de 2016 21 de julho de 2017                              | ASD                    |
| Um robô enviado do futuro tenta destruir Pernalonga. |                  | |                           |                                             |                            |                                                                                          |                        |
| 22a | 22a              | "Pernalonga Aquático (BR) Bugs no Parque Aquático (PT)" "Spplashwater Bugs"                                                  | Scott Bern                | Kevin Fleming e Rob Janas                   | David "Pez" Hofmann        | 12 de março de 2016 2 de setembro de 2016 21 de julho de 2017                            | ASD                    |
| Pernalonga e Dentes se divertem no parque aquático até serem interrompidos por um gigantesco elefante marinho.                                           |                  | |                           |                                             |                            |                                                                                          |                        |
| 22b | 22b              | "Coelho Criado ao Ar Livre (BR) Coelho-Bravo (PT)" "Fwee Wange Wabbit"                                                       | Sean Petrilak             | John Infantino                              | Joseph Adams               | 12 de março de 2016 2 de setembro de 2016 21 de julho de 2017                            | ASD                    |
| Pernalonga recebe uma esquisita vulture em sua casa que pensa em comer um delicioso ensopado de coelho.                                                  |                  | |                           |                                             |                            |                                                                                          |                        |
| 23a | 23a              | "Castor e Calor (BR) Um Castor Controlador (PT)" "Beaver Fever"                                                              | Scott Bern                | Joseph Limbaugh                             | Amber Hollinger            | 26 de abril de 2016 16 de setembro de 2016 24 de julho de 2017                           | ASD                    |
| Em um dia muito quente, Pernalonga e seus amigos tentam se refrescar num lago que é usado somente por castores.                                          |                  | |                           |                                             |                            |                                                                                          |                        |
| 23b | 23b              | "Coiote. Coelho. Esquilo (BR / PT)" "Coyote. Rabbit. Squirrel"                                                               | Sean Petrilak             | Matt Craig, Erik Kuska e Jason Plapp        | Dan Root                   | 26 de abril de 2016 16 de setembro de 2016 24 de julho de 2017                           | ASD                    |
| Dentes se perde no laboratório ultra-secreto da casa do Coiote e Pernalonga aparece para encontrá-lo.                                                    |                  | |                           |                                             |                            |                                                                                          |                        |
| 24a | 24a              | "Dor e Tesouro (BR) Sofrer para Enriquecer (PT)" "Pain & Treasure"                                                           | Robb Pratt                | Matt Craig e Robb Pratt                     | Dan Root                   | 26 de abril de 2016 16 de setembro de 2016 24 de julho de 2017                           | ASD                    |
| Pernalonga ajuda Eufrazino a encontrar um tesouro escondido.                                                                                             |                  | |                           |                                             |                            |                                                                                          |                        |
| 24b | 24b              | "Destruindo o Escritório (BR) O Terror do Escritório (PT)" "Office Rocker"                                                   | Robb Pratt                | Matt Craig e Robb Pratt                     | Erik Knutson               | 26 de abril de 2016 16 de setembro de 2016 24 de julho de 2017                           | ASD                    |
| Pernalonga cria pegadinhas com Theodore da Tasmânia durante o Dia do Trote.                                                                              |                  | |                           |                                             |                            |                                                                                          |                        |
| 25a | 25a              | "Sobrevivente Mais Forte (BR) Sobrevivencialismo dos Mais Fortes (PT)" "Survivalist of the Fittest"                          | Scott Bern                | Matt Craig                                  | Mike Ruocco                | 26 de abril de 2016 2 de setembro de 2016 25 de julho de 2017                            | ASD                    |
| Pernalonga atrapalha as gravações do dia-a-dia de um documentarista florestal.                                                                           |                  | |                           |                                             |                            |                                                                                          |                        |
| 25b | 25b              | "O Diabrete (BR) O IMPostor (PT)" "The IMPoster"                                                                             | Sean Petrilak             | Matt Craig e Erik Moneypenny                | Dan Root                   | 26 de abril de 2016 11 de dezembro de 2016 25 de julho de 2017                           | ASD                    |
| Pernalonga apronta no Dia das Bruxas quando um estranho demônio resolve invadir a sua casa.                                                              |                  | |                           |                                             |                            |                                                                                          |                        |
| 26a | 26a              | "Tacada Longa (BR) Bugs Golfista (PT)" "Bugs Over Par"                                                                       | Sean Petrilak             | Frank Caeti                                 | Joseph Adams               | 26 de abril de 2016 23 de setembro de 2016 25 de julho de 2017                           | ASD                    |
| Pernalonga joga em uma partida de golfe. |                  | |                           |                                             |                            |                                                                                          |                        |
| 26b | 26b              | "Briga Gordurosa (BR) Comida Rápida (PT)" "Fast Feud"                                                                        | Sean Petrilak             | Matt Craig e Thomas Krajewski               | Joseph Adams               | 26 de abril de 2016 23 de setembro de 2016 25 de julho de 2017                           | ASD                    |
| Pernalonga ajuda o dono de uma lanchonete. |                  | |                           |                                             |                            |                                                                                          |                        |
| 27a | 27a              | "Sir Queixinho, o Caçador de Grifos (BR) Sir Little Chin, Caçador de Grifos (PT)" "Sir Little Chin the Griffin Hunter"       | Sean Petrilak             | Kevin Fleming e Rob Janas                   | Michael Ruocco             | 12 de julho de 2017 6 de janeiro de 2017 26 de julho de 2017                             | ASD                    |
| São Queixim aparece novamente, e desta vez, como um caçador de grifos e Pernalonga é o único que pode defender um grifo inofensivo.                      |                  | |                           |                                             |                            |                                                                                          |                        |
| 27b | 27b              | "Pernalonga e a Máquina Tempo (BR) Bugs no Tempo (PT)" "Bugs in Time"                                                        | Sean Petrilak             | Matt Craig                                  | Dan Root                   | 12 de julho de 2017 6 de janeiro de 2017 26 de julho de 2017                             | ASD                    |
| Um carneiro cientista teletransporta Pernalonga até seu laboratório, para levá-lo como um acompanhante na viagem de sua máquina do tempo.                |                  | |                           |                                             |                            |                                                                                          |                        |
| 28a | 28b              | "Segurança de Aeroporco (BR) Segurança de Aeroporto (PT)" "Airpork Security"                                                 | Sean Petrilak             | Kevin Fleming e Rob Janas                   | David 'Pez' Hofmann        | 12 de julho de 2017 6 de janeiro de 2017 26 de julho de 2017                             | ASD                    |
| Gaguinho atrapalha as oportunidades do Pernalonga de encontrar o seu avião, oferecendo seus serviços como assistente de viagem.                          |                  | |                           |                                             |                            |                                                                                          |                        |
| 28b | 28b              | "Em Casa com os Clones (BR) Faça o Seu Clone (PT)" "Home a Clone"                                                            | Scott Bern                | Martin Garcia                               | Scott Bern e Sean Petrilak | 12 de julho de 2017 6 de janeiro de 2017 26 de julho de 2017                             | ASD                    |
| O carneiro cientista usa Pernalonga como a sua cobaia de experimentos para clonagens.                                                                    |                  | |                           |                                             |                            |                                                                                          |                        |
| 29a | 29a              | "Pernalonga Patinando (BR) Bugs no Gelo (PT)" "Bugs On Ice"                                                                  | Sean Petrilak             | Kevin Fleming e Rob Janas                   | Celia Kendrick             | 13 de julho de 2017 13 de janeiro de 2017 27 de julho de 2017                            | ASD                    |
| Pernalonga pratica dança no gelo com um patinador. |                  | |                           |                                             |                            |                                                                                          |                        |
| 29b | 29b              | "Bichos Escoteiros (BR) Escuteiro Bugs (PT)" "Bug Scouts"                                                                    | Scott Bern                | Josie Campbell e Matt Craig                 | David 'Pez' Hofmann        | 13 de julho de 2017 13 de janeiro de 2017 27 de julho de 2017                            | ASD                    |
| Pernalonga lidera uma tropa de escoteiros mirins com uma águia.                                                                                          |                  | |                           |                                             |                            |                                                                                          |                        |
| 30a | 30a              | "O Coelho dos Trolls (BR) O Senhor dos Trolls (PT)" "For Whom The Bugs Trolls"                                               | Scott Bern                | Justin Becker e Steve Clemmons e Matt Craig | Amber Hollinger            | 13 de julho de 2017 13 de janeiro de 2017 27 de julho de 2017                            | ASD                    |
| Pernalonga irrita dois trolls furiosos que moram por trás da sua casa.                                                                                   |                  | |                           |                                             |                            |                                                                                          |                        |
| 30b | 30b              | "Cada Um Na Sua Praia (BR) A Cada Qual À Sua Praia (PT)" "To Beach His Own"                                                  | Scott Bern                | Kyle Stafford                               | Sahin Ersoz                | 13 de julho de 2017 13 de janeiro de 2017 27 de julho de 2017                            | ASD                    |
| Pernalonga e Dentes participam de uma corrida de jet-ski na praia com o gigantesco elefante marinho em seus rastros.                                     |                  | |                           |                                             |                            |                                                                                          |                        |
| 31a | 31a              | "Pernalonga Cinco Estrelas (BR) Coelho Cinco Estrelas (PT)" "Five Star Bugs"                                                 | Robb Pratt e Erik Knutson | Kevin Fleming e Rob Janas                   | Joseph Adams               | 14 de julho de 2017 20 de janeiro de 2017 28 de julho de 2017                            | ASD                    |
| Pernalonga encontra uma fonte cujo dono é o Vice Presidente dos Estados Unidos.                                                                          |                  | |                           |                                             |                            |                                                                                          |                        |
| 31b | 31b              | "Longa de Brincadeira (BR) Aula de Ioga (PT)" "Yoga To Be Kidding Me"                                                        | Scott Bern                | Kevin Kramer e Matt Craig                   | Amber Hollinger            | 14 de julho de 2017 20 de janeiro de 2017 28 de julho de 2017                            | ASD                    |
| Pernalonga pratica Yoga ao ficar com uma imensa dor nas costas.                                                                                          |                  | |                           |                                             |                            |                                                                                          |                        |
| 32a | 32a              | "Coelhos da Arca Perdida (BR) Os Coelhos da Arca Perdida (PT)" "Rabbits of the Lost Ark"                                     | Robb Pratt e Erik Knutson | Kevin Fleming and Rob Janas                 | Dan Root                   | 14 de julho de 2017 20 de janeiro de 2017 28 de julho de 2017                            | ASD                    |
| Eufrazino quer encontrar o grande tesouro de uma pirâmide e ele quer Pernalonga como seu companheiro.                                                    |                  | |                           |                                             |                            |                                                                                          |                        |
| 32b | 32b              | "Tecnologia Apropriada (BR) Tecnologia Adequada (PT)" "Appropriate Technology"                                               | Robb Pratt e Erik Knutson | Celia Kendrick                              | Celia Kendrick             | 14 de julho de 2017 20 de janeiro de 2017 28 de julho de 2017                            | ASD                    |
| Pernalonga é enviado até a casa super inteligente do Coiote.                                                                                             |                  | |                           |                                             |                            |                                                                                          |                        |
| 33a | 33a              | "Porco da Estrada (BR) Porco na Encruzilhada (PT)" "Pork In The Road"                                                        | Scott Bern                | Matt Craig e David 'Pez' Hofmann            | David 'Pez' Hofmann        | 14 de julho de 2017 27 de janeiro de 2017 31 de julho de 2017                            | ASD                    |
| Pernalonga quer participar de uma festa e Gaguinho aparece para oferecer carona.                                                                         |                  | |                           |                                             |                            |                                                                                          |                        |
| 33b | 33b              | "O Desejo do Dentes (BR) Desejos de Squeaks (PT)" "Squeaks Upon A Star"                                                      | Sean Petrilak             | Matt Craig                                  | Celia Kendrick             | 14 de julho de 2017 27 de janeiro de 2017 31 de julho de 2017                            | ASD                    |
| Dentes fica cansado de ser pequeno, então ele faz um pedido a uma estrela cadente.                                                                       |                  | |                           |                                             |                            |                                                                                          |                        |
| 34a | 34a              | "Rango nas Alturas (BR) Bugs em Primeira (PT)" "Mile Hi Grub"                                                                | Robb Pratt e Erik Knutson | Erik Knutson                                | Erik Knutson               | 15 de julho de 2017 27 de janeiro de 2017 31 de julho de 2017                            | ASD                    |
| Pernalonga e Dentes viajam de avião, mas são interrompidos pelo Leão Rei Thes.                                                                           |                  | |                           |                                             |                            |                                                                                          |                        |
| 34b | 34b              | "Totem dos Campeões (BR) Posição de Topo (PT)" "Pole Position"                                                               | Sean Petrilak             | Matt Craig                                  | Erik Knutson               | 15 de julho de 2017 27 de janeiro de 2017 31 de julho de 2017                            | ASD                    |
| O Castor Squints Eatswood quer fazer um totem do Dentes, mas Pernalonga também quer aparecer no totem.                                                   |                  | |                           |                                             |                            |                                                                                          |                        |
| 35a | 35a              | "Sede Vem Primeiro (BR) Como Matar a Sede (PT)" "Thirst Things First"                                                        | Scott Bern                | Kevin Fleming e Rob Janas                   | Sahin Ersoz                | 15 de julho de 2017 3 de fevereiro de 2017 1 de agosto de 2017                           | ASD                    |
| Pernalonga sonha em que ele não tem nem mesmo uma única gota de água.                                                                                    |                  | |                           |                                             |                            |                                                                                          |                        |
| 35b | 35b              | "Aposta Arriscada (BR) Bugs na Feira (PT)" "Bugs of Chance"                                                                  | Scott Bern                | Mike Ruocco                                 | Mike Ruocco                | 15 de julho de 2017 3 de fevereiro de 2017 1 de agosto de 2017                           | ASD                    |
| Pernalonga e Dentes precisam vencer vários jogos no parque de diversões se Dentes quiser ter o seu pequeno boneco de noz preferido.                      |                  | |                           |                                             |                            |                                                                                          |                        |
| 36a | 36a              | "Pernalonga para Prefeito (BR) Bugs a Presidente (PT)" "Bugs for Mayor"                                                      | Sean Petrilak             | Kevin Fleming e Rob Janas                   | Rafael Rosado              | 15 de julho de 2017 3 de fevereiro de 2017 1 de agosto de 2017                           | ASD                    |
| O Castor Squints Eatswood quer ser eleito prefeito, mas Pernalonga quer impedi-lo, entrando nas eleições.                                                |                  | |                           |                                             |                            |                                                                                          |                        |
| 36b | 36b              | "A Panela do Duende (BR) O Duende (PT)" "The Lepra-con"                                                                      | Sean Petrilak             | Amanda Barnes e Alexis Notabartolo          | Sean Ersoz                 | 15 de julho de 2017 3 de fevereiro de 2017 1 de agosto de 2017                           | ASD                    |
| Após Pernalonga derrubar a sua panela, ele acaba encontrando outra, mas que é na verdade a panela de ouro de um duende.                                  |                  | |                           |                                             |                            |                                                                                          |                        |
| 37a | 37a              | "O Episódio do Dentes (BR) Squeak Show (PT)" "Squeak Show"                                                                   | Erik Knutson              | Amanda Blake Davis e Brendan O. Kelly       | Mike Ruocco                | 18 de julho de 2017 10 de fevereiro de 2017 2 de agosto de 2017                          | ASD                    |
| Pernalonga sai e deixa Dentes sozinho em sua casa, então ele pede para o Pé-Grande cuidar dele, mas ele acaba confundindo Dentes com um gato.            |                  | |                           |                                             |                            |                                                                                          |                        |
| 37b | 37b              | "Pernalonga no Rodeio (BR) Bugs no Rodeio (PT)" "Rodeo Bugs"                                                                 | Sean Petrilak             | Joe Canale e Molly Erdman                   | Joseph Adams               | 18 de julho de 2017 10 de fevereiro de 2017 2 de agosto de 2017                          | ASD                    |
| Após Pernalonga aparecer bloqueando a visão de Eufrazino no rodeio por causa de suas enormes orelhas, Eufrazino, logo então, decide se vingar.           |                  | |                           |                                             |                            |                                                                                          |                        |
| 38a | 38a              | "A Mega-Mansão do Slugsworthy (BR) A Mega Mansão do Slugworthy (PT)" "Slugsworthy's Mega Mansion"                            | Scott Bern                | Kevin Fleming e Rob Janas                   | Mike Ruocco                | 18 de julho de 2017 10 de fevereiro de 2017 2 de agosto de 2017                          | ASD                    |
| O gigantesco elefante marinho aparece tentando construir uma casa enorme em cima da toca do Pernalonga.                                                  |                  | |                           |                                             |                            |                                                                                          |                        |
| 38b | 38b              | "Nozes do Coiote (BR) As Nozes do Coiote (PT)" "Wile E.'s Walnuts"                                                           | Scott Bern                | Paul Dini                                   | Rafael Rosado              | 18 de julho de 2017 10 de fevereiro de 2017 2 de agosto de 2017                          | ASD                    |
| Coiote constrói uma nova máquina que cria nozes, mas isso não ajuda Dentes nem um pouco.                                                                 |                  | |                           |                                             |                            |                                                                                          |                        |
| 39a | 39a              | "Um Dia Daqueles (BR / PT)" "Just One Of Those Days"                                                                         | Sean Petrilak             | Matt Craig                                  | Erik Knutson               | 18 de julho de 2017 17 de fevereiro de 2017 3 de agosto de 2017                          | ASD                    |
| Todos indesejados, os vilões aparecem na casa do Pernalonga para provocá-lo, exceto Pé-Grande, que está disposto a ajudar o coelho.                      |                  | |                           |                                             |                            |                                                                                          |                        |
| 39b | 39b              | "Síndrome da Vontade de Ficar na Cama (BR) O Doente Imaginário (PT)" "Mooch Housin' Syndrome"                                | Scott Bern                | Matt Craig e Dave Schwartz                  | Dave Schwartz              | 18 de julho de 2017 17 de fevereiro de 2017 3 de agosto de 2017                          | ASD                    |
| Dentes oferece um jogo de cartas para Coiote. |                  | |                           |                                             |                            |                                                                                          |                        |
| 40a | 40a              | "Sir Queixinho, o Caçador de Unicórnios (BR) Sir Littlechin, Caçador de Unicórnios (PT)" "Sir Littlechin The Unicorn Hunter" | Erik Knutson              | Kevin Fleming e Rob Janas                   | David "Pez" Hofmann        | 18 de julho de 2017 17 de fevereiro de 2017 3 de agosto de 2017                          | ASD                    |
| Sir Queixinho está a procura de um unicórnio que pode conceder desejos, mas Pernalonga tenta prová-lo de que unicórnios não existem.                     |                  | |                           |                                             |                            |                                                                                          |                        |
| 40b | 40b              | "Pernalonga na Irlanda (BR) Maravilhas da Irlanda (PT)" "Erin Go Bugs"                                                       | Erik Knutson              | Kevin Fleming e Rob Janas                   | Rafael Rosado              | 17 de fevereiro de 2017 3 de agosto de 2017                                              | ASD                    |
| Pernalonga ganhou uma viagem para a Irlanda, mas ele não esperava de que o seu guia turístico fosse na verdade um duende.                                |                  | |                           |                                             |                            |                                                                                          |                        |
| 41a | 41a              | "Orgulho em Ser Coelho de Mineiro (BR) Orgulhoso de Ser Um Coelho Mineiro (PT)" "Proud To Be a Coal Miner's Wabbit"          | ASA                       | ASA                                         | ASA                        | 24 de fevereiro de 2017 4 de agosto de 2017                                              | ASD                    |
| Eufrazino tenta encontrar uma mina debaixo da terra e Pernalonga tenta estragar seus planos.                                                             |                  | |                           |                                             |                            |                                                                                          |                        |
| 41b | 41b              | "Pânico em Casa (BR) Sozinhos em Casa (PT)" "Cabin Fervor"                                                                   | ASA                       | ASA                                         | ASA                        | 24 de fevereiro de 2017 4 de agosto de 2017                                              | ASD                    |
| Pernalonga e Dentes brigam pela última lata de feijão.                                                                                                   |                  | |                           |                                             |                            |                                                                                          |                        |
| 42a | 42a              | "O Grand Barba-canyon (BR) O Grande Bárbaro (PT)" "The Grand Barbari-yon"                                                    | ASA                       | ASA                                         | ASA                        | 24 de fevereiro de 2017 4 de agosto de 2017                                              | ASD                    |
| Pernalonga e Dentes são provocados pelo Bárbaro nas terras do Grand-Canyon.                                                                              |                  | |                           |                                             |                            |                                                                                          |                        |
| 42b | 42b              | "Caçadores de Coelhos Gigantes (BR / PT)" "Giant Rabbit Hunters"                                                             | ASA                       | ASA                                         | ASA                        | 24 de fevereiro de 2017 4 de agosto de 2017                                              | ASD                    |
| Pé-Grande aparece imitando o Pernalonga e três caçadores o confundem como um gigante coelho falante.                                                     |                  | |                           |                                             |                            |                                                                                          |                        |
| 43a | 43a              | "Porco de Diversões (BR) Um Porco no Parque (PT)" "Amusement Pork"                                                           | ASA                       | ASA                                         | ASA                        | 3 de março de 2017 7 de agosto de 2017                                                   | ASD                    |
| Pernalonga e Gaguinho se divertem em um parque de diversões.                                                                                             |                  | |                           |                                             |                            |                                                                                          |                        |
| 43b | 43b              | "Agora Você Me Vê, Agora Você Ainda Me Vê (BR) Agora Vês-Me, Agora Também (PT)" "Now See Me, Now Still See Me"               | ASA                       | ASA                                         | ASA                        | 3 de março de 2017 7 de agosto de 2017                                                   | ASD                    |
| O carneiro cientista pede a ajuda de Pernalonga para ensiná-lo a como se tornar um super-herói de verdade.                                               |                  | |                           |                                             |                            |                                                                                          |                        |
| 44a | 44a              | "Compras de Festas (BR) Compras Natalícias (PT)" "Tis the Seasoning"                                                         | ASA                       | ASA                                         | ASA                        | 30 de novembro de 2017 3 de março de 2017 7 de agosto de 2017                            | ASD                    |
| Eufrazino atrapalha as compras de Natal do Pernalonga.                                                                                                   |                  | |                           |                                             |                            |                                                                                          |                        |
| 44b | 44b              | "Besteirol na Neve (BR) Pesadelo de um Dia de Inverno (PT)" "Winter Blunderland"                                             | ASA                       | ASA                                         | ASA                        | 30 de novembro de 2017 3 de março de 2017 7 de agosto de 2017                            | ASD                    |
| Pernalonga tenta salvar a carta de Natal do Dentes, antes que seja tomada pelo Bárbaro.                                                                  |                  | |                           |                                             |                            |                                                                                          |                        |
| 45a | 45a              | "Orelá! Vamos! Nós! (BR) Orelhas em Ação (PT)" "Ear! We! Go!"                                                                | ASA                       | ASA                                         | ASA                        | 10 de março de 2017 23 de dezembro de 2017                                               | ASD                    |
| As orelhas do Pernalonga ficam balançando demais por ouvirem tanta música funk.                                                                          |                  | |                           |                                             |                            |                                                                                          |                        |
| 45b | 45b              | "Banda de Coelho (BR) Duelo de Bandas (PT)" "Band Hare"                                                                      | ASA                       | ASA                                         | ASA                        | 10 de março de 2017 23 de dezembro de 2017                                               | ASD                    |
| Pernalonga e Dentes criam músicas de rua que acabam se tornando uma disputa.                                                                             |                  | |                           |                                             |                            |                                                                                          |                        |
| 46a | 46a              | "Pernalonga no Zoológico (BR) Bugs no Zoo (PT)" "Bugs in the Petting Zoo"                                                    | ASA                       | ASA                                         | ASA                        | 10 de março de 2017 23 de dezembro de 2017                                               | ASD                    |
| Hortelino Troca-Letras leva Pernalonga para ser a atração principal de seu zoológico.                                                                    |                  | |                           |                                             |                            |                                                                                          |                        |
| 46b | 46b              | "Gelo Havaiano (BR) Gelo do Havai (PT)" "Havaiian Ice"                                                                       | ASA                       | ASA                                         | ASA                        | 10 de março de 2017 23 de dezembro de 2017                                               | ASD                    |
| O cervo do inverno resolve mudar o clima da praia onde o Pernalonga está realizando suas férias.                                                         |                  | |                           |                                             |                            |                                                                                          |                        |
| 47a | 47a              | "Ceifador do Espaço (BR) Inimigo Silencioso (PT)" "Quiet the Undertaking"                                                    | ASA                       | ASA                                         | ASA                        | 31 de março de 2017                                                                      | ASD                    |
| Pernalonga cria uma nova amizade com a Morte. |                  | |                           |                                             |                            |                                                                                          |                        |
| 47b | 47b              | "Pernalonga, Um Coelho? (BR) Bugs, o Coelho? (PT)" "Bugs Bunny?"                                                             | ASA                       | ASA                                         | ASA                        | 17 de março de 2017                                                                      | ASD                    |
| Pernalonga recebe dicas de vários coelhos para aprender a como ser um coelho de verdade.                                                                 |                  | |                           |                                             |                            |                                                                                          |                        |
| 48a | 48a              | "Pés Molhados (BR) Pé de Molho (PT)" "Wet Feet"                                                                              | ASA                       | ASA                                         | ASA                        | 17 de março de 2017 17 de agosto de 2017                                                 | ASD                    |
| Pernalonga ensina o Pé-Grande a não ter mais medo da água.                                                                                               |                  | |                           |                                             |                            |                                                                                          |                        |
| 48b | 48b              | "Nasce um Jogador a Cada Minuto (BR) Futebolista Acidental (PT)" "There's a Soccer Born Every Minute"                        | ASA                       | ASA                                         | ASA                        | 17 de março de 2017 17 de agosto de 2017                                                 | ASD                    |
| Pernalonga invade um campo de futebol. |                  | |                           |                                             |                            |                                                                                          |                        |
| 49a | 49a              | "Porquinho de Mudança (BR) Um Porco em Mudanças (PT)" "Pork Lift"                                                            | ASA                       | ASA                                         | ASA                        | 24 de março de 2017 31 de dezembro de 2017                                               | ASD                    |
| Gaguinho ajuda Pernalonga nos preparativos da sua mudança.                                                                                               |                  | |                           |                                             |                            |                                                                                          |                        |
| 49b | 49b              | "Thes na Cidade (BR) Um Rei na Cidade (PT)" "Thes in the City"                                                               | ASA                       | ASA                                         | ASA                        | 24 de março de 2017 1 de abril de 2018                                                   | ASD                    |
| O Leão Rei Thes importuna Pernalonga no momento em que ele estava se hospedando em um hotel.                                                             |                  | |                           |                                             |                            |                                                                                          |                        |
| 50a | 50a              | "Sorvetes do Hortelino (BR) Gelados Elmer (PT)" "Elmer's Fuddge"                                                             | ASA                       | ASA                                         | ASA                        | 24 de março de 2017 17 de agosto de 2017                                                 | ASD                    |
| Hortelino Troca-Letras tenta vender sorvetes, mas ele precisa de um mascote para agradar os clientes, o que se torna um papel que Pernalonga não aceita. |                  | |                           |                                             |                            |                                                                                          |                        |
| 50b | 50b              | "Angelo, a Pulga Poderosa (BR / PT)" "Angelo, the Mighty Flea"                                                               | ASA                       | ASA                                         | ASA                        | 24 de março de 2017 17 de agosto de 2017                                                 | ASD                    |
| Pernalonga tenta tirar uma pulga dos pêlos do Dentes. |                  | |                           |                                             |                            |                                                                                          |                        |
| 51a | 51a              | "Porco de Mistérios (BR) Investigação Suína (PT)" "Gorky Pork"                                                               | ASA                       | ASA                                         | ASA                        | 31 de março de 2017 8 de agosto de 2017                                                  | ASD                    |
| Gaguinho comparece na casa do Pernalonga para investigar no roubo do seu tablet.                                                                         |                  | |                           |                                             |                            |                                                                                          |                        |
| 51b | 51b              | "Coelho Operário (BR) Coelho das Obras (PT)" "Hard Hat Hare"                                                                 | ASA                       | ASA                                         | ASA                        | 31 de março de 2017 8 de agosto de 2017                                                  | ASD                    |
| Pernalonga atrapalha Eufrazino em sua área de construção.                                                                                                |                  | |                           |                                             |                            |                                                                                          |                        |
| 52a | 52a              | "Serviço de Entregas de Pato do Gaguinho (BR) A Entrega Atribulada (PT)" "Porky's Duck-livery Services"                      | ASA                       | ASA                                         | ASA                        | 31 de março de 2017 8 de agosto de 2017                                                  | ASD                    |
| Patolino apronta várias peripécias no trabalho do Gaguinho, o impedindo de entregá-lo para a lagoa dos patos de um zoológico local.                      |                  | |                           |                                             |                            |                                                                                          |                        |
| 52b | 52b              | "O Coelho Que Queria Ser Rei (BR) O Coelho Que Foi Rei (PT)" "The Wabbit Who Would King"                                     | ASA                       | ASA                                         | ASA                        | 17 de março de 2017 8 de agosto de 2017                                                  | ASD                    |
| Pernalonga vira rei de um castelo. |                  | |                           |                                             |                            |                                                                                          |                        |

### 2ª Temporada (Brasil: 2017-2018; Portugal: 2018)
| Episódio (série) | Episódio (temp.) | Título | Dirigido por  | Escrito por               | Storyboards por     | Exibição original      |
| --- | ---------------- | --- | ------------- | ------------------------- | ------------------- | ---------------------- |
| 53a | 1a               | "Porco na Segurança (BR) Pigmalião (PT)" "Pigmallian"                                                               | Erik Knutson  | Kevin Fleming e Rob Janas | Mike Ruocco         | 4 de setembro de 2017  |
| Patolino causa problemas no shopping-center e somente Gaguinho deve impedí-lo. |                  | |               |                           |                     |                        |
| 53b | 1b               | "Pernalonga, o Gladiador (BR) Bugs, o Gladiador (PT)" "Bugs the Gladiator"                                          | Erik Knutson  | Kevin Fleming e Rob Janas | Rich Arons          | 4 de setembro de 2017  |
| Pernalonga entra no coliseu de roma e conhece um gladiador que acaba sendo o seu adversário. Além disso, Patolino se ofereceu para assistir á luta romana dos dois. |                  | |               |                           |                     |                        |
| 54a | 2a               | "Um Pato na Cobertura (BR) Um Pato de Luxo (PT)" "A Duck in the Penthouse"                                          | Erik Knutson  |                           | ASA                 | 11 de setembro de 2017 |
| Patolino invade o hotel do Gaguinho. |                  | |               |                           |                     |                        |
| 54b | 2b               | "Tour de Pernalonga (BR) Ciclista Bugs (PT)" "Tour De Bugs"                                                         | Erik Knutson  | Kevin Fleming e Rob Janas | David "Pez" Hofmann | 11 de setembro de 2017 |
| Pernalonga e Dentes disputam com a tartaruga Cecil na grande corrida anual de bikes. |                  | |               |                           |                     |                        |
| 55a | 3a               | "Cavaleiro e Pato (BR) O Pato e o Cavaleiro (PT)" "Knight and Duck"                                                 | Sean Petrilak | ASA                       | ASA                 | 18 de setembro de 2017 |
| Patolino banca o bobo da corte de um castelo real e provoca Sir Queixinho. |                  | |               |                           |                     |                        |
| 55b | 3b               | "A Cor do Coelho (BR) Taco a Taco (PT)" "The Color of Bunny"                                                        | ASA           | Kevin Fleming e Rob Janas | Erin Kavanagh       | 18 de setembro de 2017 |
| Pernalonga ajuda Dentes a vencer um jogo de sinuca. |                  | |               |                           |                     |                        |
| 56a | 4a               | "Eufrazino e o Trem Bala (BR) Sam e o Comboio Bala (PT)" "Sam and the Bullet Train"                                 | Sean Petrilak | Kevin Fleming e Rob Janas | Robb Pratt          | 25 de setembro de 2017 |
| Eufrazino tenta roubar um trem de velocidade máxima. |                  | |               |                           |                     |                        |
| 56b | 4b               | "Jantar Suíno (BR) Jantar Fino (PT)" "Swing Dining"                                                                 | Sean Petrilak | ASA                       | Karl Hadrika        | 25 de setembro de 2017 |
| Gaguinho trabalha sendo garçom de um restaurante e Patolino cria muitas confusões no estabelecimento, apenas para não ser o prato principal. |                  | |               |                           |                     |                        |
| 57a | 5a               | "Coelouco de Amor (BR) A Vida, o Amor e os Coelhos (PT)" "The Love Is in the Hare"                                  | Ian Wasseluk  | Kevin Fleming e Rob Janas | Mike Ruocco         | 2 de outubro de 2017   |
| Pernalonga organiza um casamento para Eufrazino e uma caipira. |                  | |               |                           |                     |                        |
| 57b | 5b               | "Dia dos Namolinos (BR) Pato de São Valentim (PT)" "Valentine's Dayffy"                                             | ASA           | ASA                       | ASA                 | 9 de outubro de 2017   |
| Patolino espalha desastres no dia dos namorados. |                  | |               |                           |                     |                        |
| 58a | 6a               | "Pernagrande (BR) Bugs em Grande (PT)" "Bigs Bunny"                                                                 | ASA           | ASA                       | ASA                 | 2 de outubro de 2017   |
| Pernalonga troca Dentes por uma cenoura gigante. |                  | |               |                           |                     |                        |
| 58b | 6b               | "Água, Água, Pra Todo Lado (BR) Água Por Todo o Lado (PT)" "Wahder, Wahder, Everywhere"                             | ASA           | ASA                       | ASA                 | 9 de outubro de 2017   |
| Hortelino Troca-Letras precisa de água para seu novo produto, mas Patolino aparece para atrapalhar. |                  | |               |                           |                     |                        |
| 59a | 7a               | "Gaguinho, o Desordenado (BR) Porky, o Desordeiro (PT)" "Porky, the Disordly"                                       | ASA           | ASA                       | ASA                 | 16 de outubro de 2017  |
| Gaguinho tenta tirar Patolino de seu hospital por fazer muito barulho. |                  | |               |                           |                     |                        |
| 59b | 7b               | "Game, Set, Coelho (BR) Um Coelho no Court (PT)" "Game, Set, Wabbit"                                                | ASA           | ASA                       | ASA                 | 16 de outubro de 2017  |
| Viktor desafia Pernalonga para uma partida de Tênis. |                  | |               |                           |                     |                        |
| 60a | 8a               | "Pato da Sorte (BR / PT)" "Lucky Duck"                                                                              | ASA           | ASA                       | ASA                 | 23 de outubro de 2017  |
| Shameless O'Scanty tenta pegar Patolino achando que é um Pato da Sorte. |                  | |               |                           |                     |                        |
| 60b | 8b               | "Frangolino Ao Ar Livre (BR) Pato do Campo (PT)" "Free Range Foghorn"                                               | ASA           | ASA                       | ASA                 | 23 de outubro de 2017  |
| Patolino finge ser uma galinha para entrar no galinheiro de Frangolino. |                  | |               |                           |                     |                        |
| 61a | 9a               | "Ame-o ou Sobreviva-o (BR) Coelho para Obras (PT)" "Love It or Survivalist It"                                      | ASA           | ASA                       | ASA                 | 30 de outubro de 2017  |
| Tad Tucker faz um programa de como consertar uma casa e Pernalonga aparece para atrapalhar. |                  | |               |                           |                     |                        |
| 61b | 9b               | "Cinema Suíno (BR) Luzes da Ribalta (PT)" "The Porklight"                                                           | ASA           | ASA                       | ASA                 | 30 de outubro de 2017  |
| Patolino interrompe Gaguinho em seu trabalho no cinema. |                  | |               |                           |                     |                        |
| 62a | 10a              | "Melhor Amigo (BR) Bugs, o Amigo (PT)" "Best Bugs"                                                                  | ASA           | ASA                       | ASA                 | TBA                    |
| Pernalonga tenta de tudo para animar um garoto. |                  | |               |                           |                     |                        |
| 62b | 10b              | "Lewis & Pork (PT)" "Lewis and Pork"                                                                                | ASA           | ASA                       | ASA                 | TBA                    |
| Gaguinho e Patolino são exploradores em busca da Passagem do Noroeste. |                  | |               |                           |                     |                        |
| 63a | 11a              | "Patolino, o Clandestino (BR) Daffy, o Clandestino (PT)" "Daffy, the Stowaway"                                      | ASA           | ASA                       | ASA                 | TBA                    |
| Patolino viaja em um cruseiro no navio de Gaguinho. |                  | |               |                           |                     |                        |
| 63b | 11b              | "SuperLambreta 3000 (BR) Superscooter 3000 (PT)" "Superscooter 3000"                                                | ASA           | ASA                       | ASA                 | TBA                    |
| Pernalonga e Dentes possuem um flash drive em uma lambreta que está sendo procurado pela Espiã Claudette. |                  | |               |                           |                     |                        |
| 64a | 12a              | "Porco na Estrada (BR) Um Porco em Viagem (PT)" "Hoggin' the Road"                                                  | ASA           | ASA                       | ASA                 | TBA                    |
| Patolino finge ser atropelado por Gaguinho para entrar em sua vã. |                  | |               |                           |                     |                        |
| 64b | 12b              | "Madeira! (BR) Desafio de Lenhadores (PT)" "Timmmmmm Bugs"                                                          | ASA           | ASA                       | ASA                 | TBA                    |
| Pernalonga tenta impedir Blacque Jacque Shellacque de cortar as árvores da floresta. |                  | |               |                           |                     |                        |
| 65a | 13a              | "Impostor de Coelho da Páscoa (BR) Coelhinho da Páscoa Impostor (PT)" "Easter Bunny Imposter"                       | ASA           | ASA                       | ASA                 | TBA                    |
| Pernalonga finge ser o coelho da páscoa para enganar um grupo de escoteiros. |                  | |               |                           |                     |                        |
| 65b | 13b              | "Pios na Páscoa (BR) O Canário da Páscoa (PT)" "Easter Tweets"                                                      | ASA           | ASA                       | ASA                 | TBA                    |
| Frajola finger ser o coelho da páscoa para enganar a Vovó e comer Piu Piu. |                  | |               |                           |                     |                        |
| 66a | 14a              | "Porky, o Acumulador (PT)" "Hoarder Up"                                                                             | ASA           | ASA                       | ASA                 | TBA                    |
| Gaguinho contrata Patolino para instalar um tubo de calor em sua casa. |                  | |               |                           |                     |                        |
| 66b | 14b              | "Senhorita Onça (BR) Selvagem e Perigosa (PT)" "Cougar, Cougar"                                                     | ASA           | ASA                       | ASA                 | TBA                    |
| Dentes tenta salvar Pernalonga das garras da faminta Senhorita Onça. |                  | |               |                           |                     |                        |
| 67a | 15a              | "O Fura-Casamentos (PT)" "The Wedding Quackster"                                                                    | ASA           | ASA                       | ASA                 | TBA                    |
| Leslie P. Lylylegs tenta impedir Patolino de arruinar o casamento da filha de seu chefe. |                  | |               |                           |                     |                        |
| 67b | 15b              | "Rede Culinária (BR) O Canal Culinário (PT)" "The Food Notwork"                                                     | ASA           | ASA                       | ASA                 | TBA                    |
| Pernalonga tenta sabotar um show de culinária quando suas cenouras são roubadas. |                  | |               |                           |                     |                        |
| 68a | 16a              | "Um Pato no Aquário (BR / PT)" "A Duck in the Aquarium"                                                             | ASA           | ASA                       | ASA                 | TBA                    |
| Gaguinho promete dar todos os peixes para Patolino se ele prometer promover seu aquário. |                  | |               |                           |                     |                        |
| 68b | 16b              | "O Martelo da Brisa (BR) A Esmaga-Brisas (PT)" "The BreezeHammer"                                                   | ASA           | ASA                       | ASA                 | TBA                    |
| Um Pássaro se Apaixona pela pipa de Pernalonga que se parece com uma pássara. |                  | |               |                           |                     |                        |
| 69a | 17a              | "Ovelha Quântica (BR / PT)" "Quantum Sheep"                                                                         | ASA           | ASA                       | ASA                 | TBA                    |
| Pernalonga e Dentes são teletransportados para vários épocas de suas vidas. |                  | |               |                           |                     |                        |
| 69b | 17b              | "Houston, Temos um Pato Problema (BR / PT)" "Houston, We Have a Duck Problem"                                       | ASA           | ASA                       | ASA                 | TBA                    |
| Patolino viaja sem querer junto com Gaguinho em seu foguete. |                  | |               |                           |                     |                        |
| 70a | 18a              | "Polícia e Coelho (BR) Coelho Camionista (PT)" "10-4 Good Bunny"                                                    | ASA           | ASA                       | ASA                 | TBA                    |
| Pernalonga e Dentes vão fazer uma entrega em um caminhão e são perseguidos por Eufrazino. |                  | |               |                           |                     |                        |
| 70b | 18b              | "Coelho de Medalha de Ouro (BR) Coelho Campeão (PT)" "Gold Medal Wabbit"                                            | ASA           | ASA                       | ASA                 | TBA                    |
| Cal desafia Pernalonga para um campeonato de jogos olímpicos. |                  | |               |                           |                     |                        |
| 71a | 19a              | "Pernalonga Casamenteiro (BR) Cyrano de Bugs (PT)" "Cyrano de Bugs"                                                 | ASA           | ASA                       | ASA                 | TBA                    |
| Pernalonga tenta arrumar um casamento para Leslie P. Lylyegs e a Vovó. |                  | |               |                           |                     |                        |
| 71b | 19b              | "Zero Vírugla Pato Por Cento (BR) Um Pato Paisagista (PT)" "Point Duck Percent"                                     | ASA           | ASA                       | ASA                 | TBA                    |
| Gaguinho tenta tirar Patolino do jardim que ele precisa manter em segurança. |                  | |               |                           |                     |                        |
| 72a | 20a              | "Sir Queixinho e o Kraken (BR) Sir Littlechin e o Kraken (PT)" "Sir Littlechin and the Kraken"                      | ASA           | ASA                       | ASA                 | TBA                    |
| Pernalonga e Dentes viram amigos de um Kraken que está sendo caçado pelo cavaleiro Sir Queixinho. |                  | |               |                           |                     |                        |
| 72b | 20b              | "Gaguinho Rastejante, Patolino Escondido (BR) O Tigre Porky e o Dragão Daffy (PT)" "Crouching Porky, Hidden Daffy"  | ASA           | ASA                       | ASA                 | TBA                    |
| Patolino, o Ninja, tenta roubar um Pickles Sagrado de Gaguinho. |                  | |               |                           |                     |                        |
| 73a | 21a              | "Rei Nutininkommen (BR) Faraó Tintinkámon (PT)" "King Nutininkommen"                                                | ASA           | ASA                       | ASA                 | TBA                    |
| Patolino e Gaguinho descobrem a Tumba Perdida do Rei Nutininkommen e acham uma múmia. |                  | |               |                           |                     |                        |
| 73b | 21b              | "Efeito Tagarela (BR) Lição Ambiental (PT)" "Greenhouse Gasbag"                                                     | ASA           | ASA                       | ASA                 | TBA                    |
| O Ativista Trey Hugger pede para Frangolino falar sobre o Meio Ambiente, mas ele fala mais coisa do que o Ativista pediu. |                  | |               |                           |                     |                        |
| 74a | 22a              | "AbracaCoelho (BR) Abracacoelho (PT)" "AbracaWabbit"                                                                | ASA           | ASA                       | ASA                 | TBA                    |
| Pernalonga tenta salvar seu amigo coelho de um show de mágica de Viktor. |                  | |               |                           |                     |                        |
| 74b | 22b              | "Ponce de Calzone (BR / PT)" "Ponce de Calzone"                                                                     | ASA           | ASA                       | ASA                 | TBA                    |
| Patolino ajuda Cal á achar a fonte da juventude. |                  | |               |                           |                     |                        |
| 75a | 23a              | "Pelo Amor da Fraude (BR) Em Nome da Fraude (PT)" "For the Love of Fraud"                                           | ASA           | ASA                       | ASA                 | TBA                    |
| Pernalonga ajuda Dentes que perdeu todas suas economais em um óleo de cobra falso de Frangolino. |                  | |               |                           |                     |                        |
| 75b | 23b              | "Entrega Não Tão Especial (BR) Uma Entrega Pouco Especial (PT)" "Not So Special Delivery"                           | ASA           | ASA                       | ASA                 | TBA                    |
| Patolino e Gaguinho como cuidadores de bebês são forçados a cuidar de uma criança. |                  | |               |                           |                     |                        |
| 76a | 24a              | "Um Cenoureiro em Busca de um Artista (BR) Coelho Procura Artista (PT)" "One Carroter in Search of an Artist"       | ASA           | ASA                       | ASA                 | TBA                    |
| Pernalonga briga com um animador fora da tela. |                  | |               |                           |                     |                        |
| 76b | 24b              | "Dias do Pato de Verão (BR) O Pato do Verão (PT)" "The Duck Days of Summer"                                         | ASA           | ASA                       | ASA                 | TBA                    |
| O prefeito Hortelino Troca-Letras transforma Patolino em uma celebridade local que logo se arrepende de sua fama recém-descoberta. |                  | |               |                           |                     |                        |
| 77a | 25a              | "Etiqueta da Treta (PT)" "Etiquette Shmetiquette"                                                                   | ASA           | ASA                       | ASA                 | TBA                    |
| Patolino se infiltra na escola de charmes de galinhas da Vovó e de Piu Piu em busca de comida. |                  | |               |                           |                     |                        |
| 77b | 25b              | "Um Estranho no Museu (BR) Daffy no Museu da Ciência (PT)" "Daffy in the Science Museum"                            | ASA           | ASA                       | ASA                 | TBA                    |
| Patolino faz uma visita ao Museu de Ciência do Gaguinho para guiar um grupo de escoteiros. |                  | |               |                           |                     |                        |
| 78a | 26a              | "Tad, o Solteiro (BR) Tad, o Solteirão (PT)" "Tad, The Bachelor"                                                    | ASA           | ASA                       | ASA                 | TBA                    |
| Pernalonga arruina o show de romance de Tad Tucker. |                  | |               |                           |                     |                        |
| 78b | 26b              | "Caso do Dia (BR) Affaire do Dia (PT)" "Affaire du Jour"                                                            | ASA           | ASA                       | ASA                 | TBA                    |
| Agente Duplo Pepé Le Pew luta contra outros agentes para conquistar Claudette em um restaurante francês. |                  | |               |                           |                     |                        |
| 79a | 27a              | "Pernalonga Aéreo (BR) Top Bugs (PT)" "Top Bugs"                                                                    | ASA           | ASA                       | ASA                 | TBA                    |
| Pernalonga e Cecil vão á uma Escola de Voô para pilotar juntos. |                  | |               |                           |                     |                        |
| 79b | 27b              | "Lesmoby (BR) Slugsmoby (PT)" "Slugsmoby"                                                                           | ASA           | ASA                       | ASA                 | TBA                    |
| Blacque Jacque Shellacque sequestra Pernalonga para ele ajudá-lo á caçar uma grande baleia. |                  | |               |                           |                     |                        |
| 80a | 28a              | "Rhoda em Fúria (PT)" "Rhoda Rage"                                                                                  | ASA           | ASA                       | ASA                 | TBA                    |
| Pernalonga é desafiado em um ringue de luta. |                  | |               |                           |                     |                        |
| 80b | 28b              | "O Circo do Patolino (BR) Um Pato no Circo (PT)" "Good Duck to You Cirque"                                          | ASA           | ASA                       | ASA                 | TBA                    |
| Patolino tenta animar o circo de Viktor. |                  | |               |                           |                     |                        |
| 81a | 29a              | "Então as Coisas Ficaram Estranhas (BR) E as Coisas Ficaram Estranhas (PT)" "Then Things Got Weird"                 | ASA           | ASA                       | ASA                 | TBA                    |
| Pernalonga conta uma história para algumas crianças de quando ele foi perseguido por um misterioso impostor. |                  | |               |                           |                     |                        |
| 81b | 29b              | "Pato Fantasma (BR) Patos e Fantasmas (PT)" "Duck Duck Ghost"                                                       | ASA           | ASA                       | ASA                 | TBA                    |
| Patolino segue Gaguinho até uma Casa Assombrada no Dias das Bruxas. |                  | |               |                           |                     |                        |
| 82a | 30a              | "Acme Imediato (BR) Acme Entregas Imediatas (PT)" "Acme Instant"                                                    | ASA           | ASA                       | ASA                 | TBA                    |
| Wile E. Coiote tenta pegar Papaléguas sendo um entregador da Empresa Acme. |                  | |               |                           |                     |                        |
| 82b | 30b              | "Quando Marvin vem marciando (BR) Quando Marte Vem à Terra (PT)" "When Marvin Comes Martian In"                     | ASA           | ASA                       | ASA                 | TBA                    |
| Patolino é abduzido por Marvin O Marciano. |                  | |               |                           |                     |                        |
| 83a | 31a              | "A Hora de Cavaleiro é a Hora Certa (BR) Os Cavaleiros da Távola Quadrada (PT)" "The Knight Time is the Right Time" | ASA           | ASA                       | ASA                 | TBA                    |
| Leslie P. Lylylegs tenta sequestrar Pernalonga para tomar seu lugar como Cavaleiro. |                  | |               |                           |                     |                        |
| 83b | 31b              | "O Caso do Pepe Lé Pew (BR) O Caso Le Pew (PT)" "The Pepe Lé Pew Affair"                                            | ASA           | ASA                       | ASA                 | TBA                    |
| A Espiã Claudette vai á um museum roubar uma jóia mas acaba encontrando Pepe Lé Pew. |                  | |               |                           |                     |                        |
| 84a | 32a              | "Hamsters (BR / PT)" "Hamsters"                                                                                     | ASA           | ASA                       | ASA                 | TBA                    |
| Pernalonga encontra sua casa cheia de hamsters e tenta doá-los para Gaguinho. |                  | |               |                           |                     |                        |
| 84b | 32b              | "Pernalonga Assado (BR) Bugs e Bolinhos (PT)" "Bugs Baked"                                                          | ASA           | ASA                       | ASA                 | TBA                    |
| Pernalonga e Cecil vão a uma festa mas levam o mesmo tipo de comida. |                  | |               |                           |                     |                        |
| 85a | 33a              | "Amor Vampiro (BR) Meu Querido Vampiro (PT)" "Vampire Me Love"                                                      | ASA           | ASA                       | ASA                 | TBA                    |
| Patolino e Gaguinho tentam caçar um vampiro. |                  | |               |                           |                     |                        |
| 85b | 33b              | "Malhação de Tad Tucker (BR) Exercícios com Tad Tucker (PT)" "The Tad Tucker Workout"                               | ASA           | ASA                       | ASA                 | TBA                    |
| Pernalonga sabota um programa de exercícios. |                  | |               |                           |                     |                        |
| 86a | 34a              | "Bacon Canadense (BR) Um Porco do Canadá (PT)" "Canadian Bacon"                                                     | ASA           | ASA                       | ASA                 | TBA                    |
| Gaguinho e Patolino evacuam uma cidade que será atacada por uma avalanche. |                  | |               |                           |                     |                        |
| 86b | 34b              | "Pernalonga Salva o Universo (BR) Bugs Bunny Salva o Universo (PT)" "Bugs Bunny Saves the Universe"                 | ASA           | ASA                       | ASA                 | TBA                    |
| Pernalonga ajuda uma equipe de rebeldes á destruir uma arma super poderosa. |                  | |               |                           |                     |                        |
| 87 | 35               | "Lebre do Hip Hop (BR) Coelho Hip Hop (PT)" "Hip Hop Hare (Partes 1 e 2)"                                           | ASA           | ASA                       | ASA                 | TBA                    |
| Parte 1: Pernalonga e sua Turma são desafiados á uma batalha de rap. Parte 2: Depois de aprenderem com Snoop Dogg, Pernalonga e sua turma querem uma revanche. |                  | |               |                           |                     |                        |
| 88a | 36a              | "Relaxando a Cabra (BR) Um Bode no Spa (PT)" "Gettin' Your Goat"                                                    | ASA           | ASA                       | ASA                 | TBA                    |
| Uma cabra tenta relaxar no spa de Gaguinho. |                  | |               |                           |                     |                        |
| 88b | 36b              | "Exploradores (BR) Espeleólogos (PT)" "Spelunkheads"                                                                | ASA           | ASA                       | ASA                 | TBA                    |
| Patolino e Gaguinho vão em busca de uma rara orquídea. |                  | |               |                           |                     |                        |
| 89a | 37a              | "Amor Lunar (BR) Missão na Lua (PT)" "Loon Raker"                                                                   | ASA           | ASA                       | ASA                 | TBA                    |
| Os Agentes Claudette e Pepe Lé Pew tentam impedir uma arma de congelar a terra. |                  | |               |                           |                     |                        |
| 89b | 37b              | "Passarinho Raivoso (BR) Pássaro Zangado (PT)" "Angry Bird"                                                         | ASA           | ASA                       | ASA                 | TBA                    |
| Wile E. Coiote transforma Piu Piu em um pássaro gigante. |                  | |               |                           |                     |                        |
| 90a | 38a              | "Área Cinquenta e Fuga (BR) Fuga da Área 51 (PT)" "Area Fifty Run"                                                  | ASA           | ASA                       | ASA                 | TBA                    |
| Pernalonga encontra a Área 51 e lá encontra um bebê alien sendo vigiado por Eufrazino. |                  | |               |                           |                     |                        |
| 90b | 38b              | "Porco no Tribunal (BR) Um Porco em Julgamento (PT)" "Porker in the Court"                                          | ASA           | ASA                       | ASA                 | TBA                    |
| Patolino é o advogado de Gaguinho que se meteu em uma encrenca. |                  | |               |                           |                     |                        |
| 91a | 39a              | "Tad, o Paraquedista (BR) Tad em Queda Livre (PT)" "Tad the Skydiver"                                               | ASA           | ASA                       | ASA                 | TBA                    |
| Pernalonga sabota um simulador de paraquedismo. |                  | |               |                           |                     |                        |
| 91b | 39b              | "Pato nos Ares (BR) Os Senhores da Ilha (PT)" "Duck of the Flies"                                                   | ASA           | ASA                       | ASA                 | TBA                    |
| Patolino faz o avião de Gaguinho bater e cair em uma ilha desértica. |                  | |               |                           |                     |                        |
| 92a | 40a              | "Patolino no Pântano (BR) Daffy no Pântano (PT)" "Daffy in the Bayou"                                               | ASA           | ASA                       | ASA                 | TBA                    |
| Hortelino Troca-Letras tenta caçar Patolino em um pântano. |                  | |               |                           |                     |                        |
| 92b | 40b              | "Pernalonga, o Xerpa (BR) Bugs, o Sherpa (PT)" "Bugs, the Sherpa"                                                   | ASA           | ASA                       | ASA                 | TBA                    |
| Pernalonga é recrutado para chegar ao topo de um grande monte. |                  | |               |                           |                     |                        |
| 93a | 41a              | "Porcos Fora dos Trilhos (BR) Porcos à Beira do Descarrilamento (PT)" "You Can't Train a Pig"                       | ASA           | ASA                       | ASA                 | TBA                    |
| Gaguinho encontra Petunia Pig em um trem. |                  | |               |                           |                     |                        |
| 93b | 41b              | "Pato Copiador (BR) Cópias e Patos (PT)" "Copy Quack"                                                               | ASA           | ASA                       | ASA                 | TBA                    |
| Patolino invade a loja de cópias de Gaguinho. |                  | |               |                           |                     |                        |
| 94a | 42a              | "Sir Quexinho e a Fênix (BR) Sir Littlechin e a Fénix (PT)" "Sir Littlechin and the Phoenix"                        | ASA           | ASA                       | ASA                 | TBA                    |
| Sir Queixinho confunde Patolino com a fênix mítica que o ajudará a recuperar sua juventude. |                  | |               |                           |                     |                        |
| 94b | 42b              | "Luau Louco (PT)" "Looney Luau"                                                                                     | ASA           | ASA                       | ASA                 | TBA                    |
| Patolino pousa em uma ilha tropical onde o rei Thes quer sacrificá-lo a um deus vulcão. |                  | |               |                           |                     |                        |
| 95a | 43a              | "Pato Amadeus (PT)" "Amaduckus"                                                                                     | ASA           | ASA                       | ASA                 | TBA                    |
| Leslie P. Lylylegs tenta sabotar Patolino quando ele vira um cantor. |                  | |               |                           |                     |                        |
| 95b | 43b              | "Engalação (BR) A Mim Não me Enganes (PT)" "Fowl Me Once"                                                           | ASA           | ASA                       | ASA                 | TBA                    |
| Frangolino tenta proteger seu galinheiro do Diabo da Tâzmania. |                  | |               |                           |                     |                        |
| 96a | 44a              | "Patolino, o Gaucho (BR) Daffy, o Gaúcho (PT)" "Daffy The Gaucho"                                                   | ASA           | ASA                       | ASA                 | TBA                    |
| Patolino tenta ordenhar Vacas. |                  | |               |                           |                     |                        |
| 96b | 44b              | "Libertem o Slugsworthy (PT)" "Free Slugsworthy"                                                                    | ASA           | ASA                       | ASA                 | TBA                    |
| Pernalonga tenta libertar o enorme elefante marinho de um aquário. |                  | |               |                           |                     |                        |
| 97a | 45a              | "O Amor é Cego (PT)" "Love Makes Me Daffy"                                                                          | ASA           | ASA                       | ASA                 | TBA                    |
| Patolino se apaixona por escultura de gelo por não conseguir enxergar muito bem. |                  | |               |                           |                     |                        |
| 97b | 45b              | "Ghengis Cal (PT)" "Ghengis Cal"                                                                                    | ASA           | ASA                       | ASA                 | TBA                    |
| Pernalonga tenta defender o empério românico de uma invasão. |                  | |               |                           |                     |                        |
| 98a | 46a              | "Confusão na Loja (PT)" "You're Kiln Me"                                                                            | ASA           | ASA                       | ASA                 | TBA                    |
| Frajola persegue Piu Piu em uma loja de cerâmica. |                  | |               |                           |                     |                        |
| 98b | 46b              | "O Grande Romance Americano (PT)" "Better Lake Than Never"                                                          | ASA           | ASA                       | ASA                 | TBA                    |
| Hortelino Troca Letras se retira para uma casa tranquila no lago para trabalhar em seu romance e descobre que Patolino alugou a casa vizinha para as férias de primavera. |                  | |               |                           |                     |                        |
| 99a | 47a              | "Deduções e Investigações (PT)" "Deduce, Part Deuce"                                                                | ASA           | ASA                       | ASA                 | TBA                    |
| Vovó contrata Patolino para resolver o mistério do Piu Piu desaparecido. |                  | |               |                           |                     |                        |
| 99b | 47b              | "Vovô Nº 1 (BR) Avô Nº 1 (PT)" "#1 Grandpa"                                                                         | ASA           | ASA                       | ASA                 | TBA                    |
| Pernalonga ajuda Leslie P. Lylylegs a provar para seus sobrinhos que ele é um bom avô. |                  | |               |                           |                     |                        |
| 100 | 48               | "Gaguinho e Thes (Partes 1 e 2) (BR) Porky e Saul (1ª e 2ª Partes) (PT)" "Porky and Thes (Parts 1 and 2)"           | ASA           | ASA                       | ASA                 | TBA                    |
| Parte 1: Hortelino Troca-Letras conta uma história musical de quando Gaguinho e Thes ficaram apaixonados por Petunia Pig. Parte 2: Petunia Pig decide fazer um encontro duplo pra decidir qual dos dois ela prefere. |                  | |               |                           |                     |                        |
| 101a | 49a              | "Caçadores de Marcianos (PT)" "Men in Quack"                                                                        | ASA           | ASA                       | ASA                 | TBA                    |
| O novo vizinho de Gaguinho é Marvin, o Marciano, e ele chama Patolino para investigar o caso. |                  | |               |                           |                     |                        |
| 101b | 49b              | "Sir Queixinho e a Fada de Madeira (BR) Littlechin e a Fada do Bosque (PT)" "Littlechin and the Wood Fairy"         | ASA           | ASA                       | ASA                 | TBA                    |
| Pernalonga engana Sir Queixinho dizendo que o Diabo da Tâzmania é uma Fada Mágica |                  | |               |                           |                     |                        |
| 102 | 50               | "Equipe Piu Piu (Partes 1 e 2) (BR) Equipa Tweety (1ª e 2ª Partes) (PT)" "Tweet Team (Parts 1 and 2)"               | ASA           | ASA                       | ASA                 | TBA                    |
| Parte 1: Ligeirinho pede ajuda de Piu Piu, Gabby Goat e Marco Antônio, porque seus amigos foram capturados por uma gangue de gatos. Parte 2: A Equipe Piu Piu tem que despistar Frajola, Claude Cat e Pete Puma para resgatar seus amigos que são o jantar. Nota: Na dublagem brasileira das duas partes do episódio, Gabby Goat é chamado de Gabby Bode. |                  | |               |                           |                     |                        |
| 103a | 51a              | "Intriga na Mansão (PT)" "Downton Wabby"                                                                            | ASA           | ASA                       | ASA                 | TBA                    |
| Leslie P. Lylylegs tenta bolar um plano de oferecer toda sua propriedade para Pernalonga. |                  | |               |                           |                     |                        |
| 103b | 51b              | "A Mim Não me Enganas Outra Vez (PT)" "Fowl Me Twice"                                                               | ASA           | ASA                       | ASA                 | TBA                    |
| Frangolino tenta disciplinar o Diabo da Tâzmania com karate. |                  | |               |                           |                     |                        |
| 104 | 52               | "O Coelho Prometido (Partes 1 e 2) (PT)" "Hare to the Throne (Parts 1 and 2)"                                       | ASA           | ASA                       | ASA                 | TBA                    |
| Parte 1: Eufrazino rouba o trono de Rei Pernalonga e bane ele, Gaguinho e Patolino vão atrás de Pernalonga. Parte 2: Gaguinho e Patolino voltam do Castelo Tempestuoso com Pernalonga pronto para tomar seu trono devolta. Nota: Lola Bunny faz uma aparição no final do episódio.                                                                        |                  | |               |                           |                     |                        |

## Transmissão mundial
| País           | Canal                         | Data de estreia        | Referências |
| -------------- | ----------------------------- | ---------------------- | ----------- |
| Estados Unidos | Cartoon Network               | 21 de setembro de 2015 | [ 20 ]      |
| Estados Unidos | Boomerang                     | 5 de outubro de 2015   | [ 3 ]       |
| Austrália      | Boomerang Oceânia             | 2 de novembro de 2015  | [ 21 ]      |
| Nova Zelândia  | Boomerang Oceânia             | 2 de novembro de 2015  | [ 21 ]      |
| Reino Unido    | Boomerang Reino Unido         | 2 de novembro de 2015  |             |
| América Latina | Boomerang América Latina      | 6 de novembro de 2015  | [ 22 ]      |
| Brasil         | Boomerang América Latina      | 6 de novembro de 2015  | [ 4 ]       |
| Canadá         | Teletoon                      | 6 de novembro de 2015  | [ 23 ]      |
| Angola         | Boomerang Angola e Moçambique | 20 de dezembro de 2015 |             |
| Moçambique     | Boomerang Angola e Moçambique | 20 de dezembro de 2015 |             |
| Polónia        | Boomerang Polónia             | 26 de dezembro de 2015 |             |
| Portugal       | RTP2                          | 14 de julho de 2017    | [ 5 ]       |
| Portugal       | Boomerang Portugal            | 26 de abril de 2018    |             |
| Turquia        | Cartoon Network Turquia       | 1 de dezembro de 2017  |             |

## Recepção
Jerry Beck do Indiewire, disse que o anúncio da série foi uma "grande surpresa" e que a revelação dos novos personagens foi a "parte assustadora".
Ele resumiu: vai "cruzar os dedos e esperar o melhor desta nova série".